# Rohan Dennis
Rohan Dennis, född 28 maj 1990 i Adelaide, är en australisk professionell cyklist som tävlar för UCI World Tour-laget Jumbo–Visma.
Han är känd som tempospecialist och vann Världsmästerskapens tempolopp både 2018 och 2019. Han har även OS-silver i lagförföljelse från de olympiska cykeltävlingarna 2012 i London. Vid OS-tävlingarna 2021 i Tokyo tog han en bronsmedalj i tempoloppet.